# Caso Tămădău
El caso Tamadau (en rumano: Afacerea Tămădău) fue un escándalo político rumano, ocurrido en el verano de 1947, en el que varios dirigentes de la oposición fueron detenidos al tratar de huir ilegalmente del país. El caso fue utilizado por el gobierno pro-comunista para prohibir los principales partidos de oposición y llevar a cabo un juicio de sus máximos dirigentes, que fueron condenados a largas penas de prisión, muriendo algunos de ellos en cautividad.
El caso surgió del intento fallido de huida del país de un número notable de dirigentes del Partido Nacional Campesina, de oposición, que incluía al vicepresidente de la formación Ion Mihalache. Para entonces, el Partido Comunista Rumano (PCR), principal fuerza dentro del gobierno de Petru Groza, ya tenía un férreo control sobre el poder y contaba con el apoyo de la Unión Soviética (véase Ocupación soviética de Rumanía). El caso desencadenó algunas de las primeras medidas oficiales contra los partidos de oposición, proceso que condujo a la proclamación de una república popular a finales de ese mismo año y a la liquidación de los partidos opositores en menos de un año (véase República Popular de Rumanía).

## Antecedentes
Tras la victoria de PCR en las elecciones generales de noviembre de 1946, con acusaciones de fraude electoral generalizado, la oposición trató de llevar a cabo acciones de resistencia anticomunista (incluyendo grandes manifestaciones y la creación de un "círculo militar", dirigido por Mihalache).
Como principal adversario del estalinismo y conocido partidario de los aliados occidentales, el PNŢ se convirtió en el blanco principal de la hostilidad de PCR. Su presidente, Iuliu Maniu ya había recibido ataques de los medios de comunicación afines al gobierno procomunista por haber apoyado los intentos del dictador Ion Antonescu de firmar una paz separada con el Reino Unido y los Estados Unidos durante la Segunda Guerra Mundial, ignorando a la Unión Soviética (véase Rumania durante la Segunda Guerra Mundial). A finales de octubre de 1946, el PNŢ entró en conflicto abierto con las autoridades al entregar un informe a las Naciones Unidas muy crítico con la política soviética (el texto fue objeto de censura dentro de Rumania).
La prensa comunista acusó al Partido Nacional Campesino de haber organizado una amplia red de resistencia armada (los grupos citados en estos artículos podrían haber existido de hecho en 1947 y probablemente se fusionaron en el movimiento de resistencia de la década de 1950). Al mismo tiempo, los comunistas ofrecieron a diversos políticos del PNŢ unirse a los comunistas en puestos administrativos. Ofertas similares se hicieron a otros partidos: el PCR obtuvo así la cooperación de Mihai Ralea, quien dirigía el Partido de los Campesinos Socialistas, así como de Anton Alexandrescu, Nicolae L. Lupu o Victor Eftimiu.

## Acontecimientos
Varios detalles del asunto aún no están claros. La oferta a huida de Rumania fue descubierta muy rápidamente (como aseguró el PCR), o ya había sido investigado, y, con la esperanza de desacreditar al partido de la oposición, fue facilitada por agentes de Teohari Georgescu, ministro del interior. En octubre de 1947, Maniu declaró que:

La idea de que el Sr. Mihalache y unos cuantos amigos partiesen al extranjero era antigua y yo había decidido en algún momento salir también, en el caso de que el Sr. Mihalache no se decidiese a hacerlo. Esta discusión duró entre nosotros un tiempo, y estábamos pensando en cómo lograríamos un medio de locomoción, sin que nadie más fuese conocedor de la idea cuando el Dr. Emil Haţieganu vino a verme. [...] Dijo: «Tengo dos aviadores que tienen un avión a su disposición y me han comunicado que disponenende 3 o 4 plazas y van a partir en misión militar oficial a Estambul. Le dije que estaba satisfecho con la oferta y designaría a las 3 o 4 personas que habrían de partir.

La mañana del 14 de julio de 1947 temprano, en el aeródromo de Tămădău (a 46 km de Bucarest), la policía secreta (Siguranţa Statului) y soldados armados detuvieron a varios notables políticos del PNŢ, incluyendo a Mihalache, Nicolae Penescu, Ilie Lazăr, Nicolae Carandino, Dumitru y Eugen Borcea, todos ellos estaban esperando aviones que los llevasen al extranjero. La presencia de un reportero de la prensa oficial junto a los soldados que realizaron el arresto nunca fue explicada.
El escándalo se centró en la acusación de traición ("a los intereses del pueblo"), basada en la alegación de que los detenidos habían intentado establecer un gobierno en el exilio. En aquel momento, sin embargo, no era ilegal que un ciudadano del Reino de Rumania abandonase el país, y no había oficialmente una política hostil a los aliados occidentales. La prensa pro-comunista exigió un juicio a todo el PNŢ (en particular por Silviu Brucan), y se afirmó que el propio Maniu, aunque no había sido arrestado en Tămădău, había planeado la fuga de sus correligionarios. Detenido cuando se hallaba bajo tratamiento en un sanatorio, Maniu más tarde lo admitió e indicó que estaba dispuesto a asumir toda la responsabilidad:

Tras la oferta de Haţieganu hablé con el señor Mihalache, le pedí concretamente hacer uso de esta oportunidad y él aceptó. En efecto, la responsabilidad moral y política de la partida del Sr. Mihalache y de nuestros amigos es mía.

Negó, sin embargo, cualquier intención subversiva:

El propósito según lo planeado por mí fue que, al ir al extranjero, informasen a los países extranjeros de la situación en Rumania.

## Consecuencias

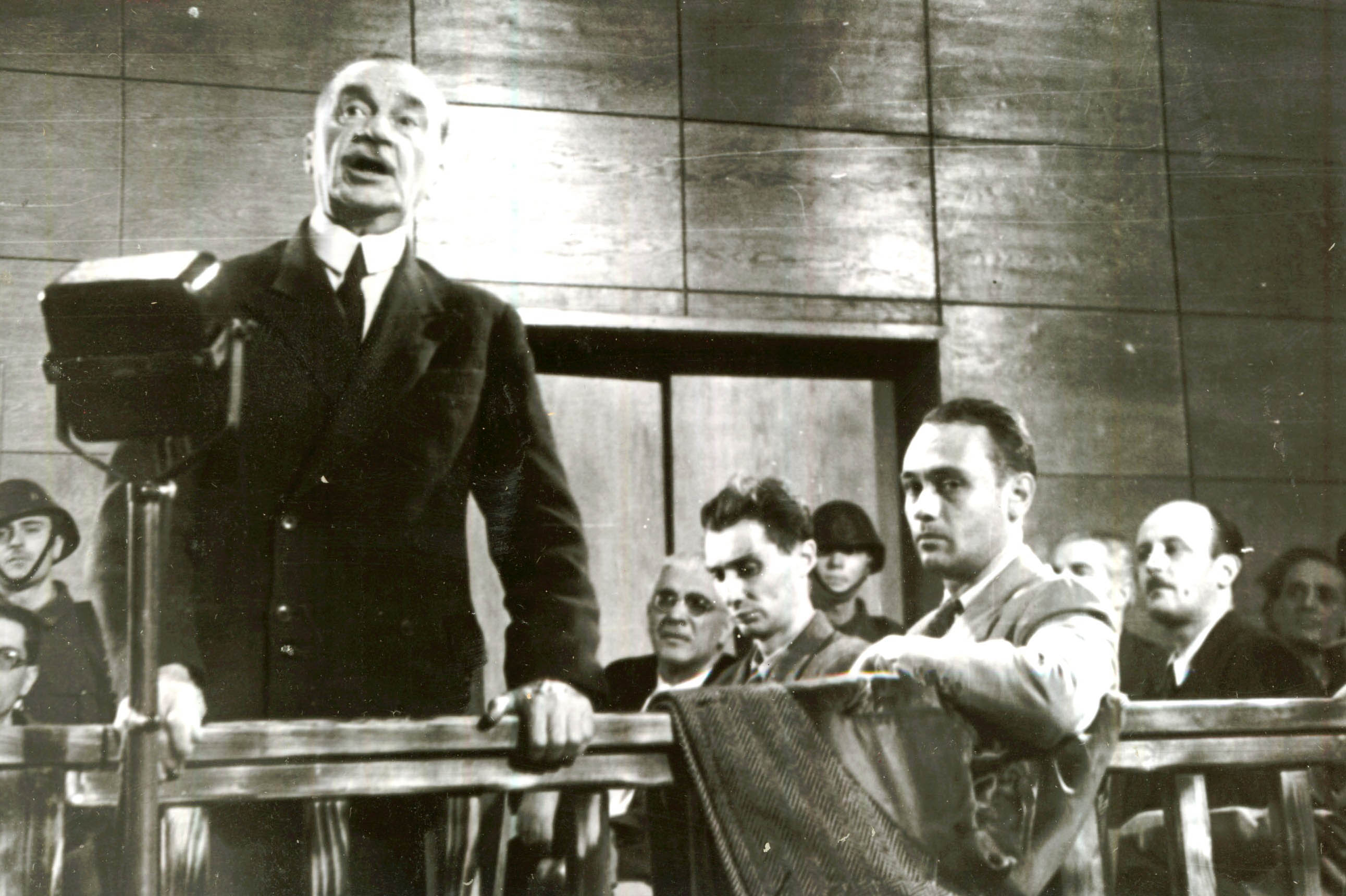
Iuliu Maniu en el alegato final de su juicio, en noviembre de 1947, en el que fue condenado a cadena perpetua.

El mismo día (14 de julio de 1947), las autoridades irrumpieron en la sede del PNŢ y confiscaron los documentos del archivo, acción seguida por otros registros en busca de documentos en diferentes lugares. El 19 de julio, la Asamblea de Diputados de Rumania votó a favor de prohibir la prensa del partido (incluyendo Dreptatea), y de rescindir la inmunidad parlamentaria de los diputados del PNŢ. La dirección del partido fue arrestada el mismo día y la formación quedó prohibida el 30 de julio (sobre la base de un informe presentado por Teohari Georgescu). Al mismo tiempo, las autoridades soviéticas entregaron a Teohari Georgescu el testimonio manuscrito de un exagente de la Abwehr, Alfred Petermann, que aseguraba que Maniu había trabajado como agente del Servicio Secreto de Inteligencia británico durante la guerra, manteniendo contacto con Alfred Gardyne de Chastelain.
Todos los involucrados y aquello que se sospechó que lo habían estado fueron condenados a severas penas de trabajos forzados: Maniu murió en la cárcel de Sighet en 1953, y Mihalache en Râmnicu Sărat diez años después. La mayoría de los demás dirigentes más notables fueron condenados con o sin juicio en los años siguientes; Corneliu Coposu, que dirigiría el partido restablecido después de la Revolución rumana de 1989, también fue detenido y encarcelado en relación con el Caso Tămădău.
Constantin Titel-Petrescu, cabeza de la rama independiente del Partido Social Demócrata (que se había negado a continuar la cooperación con los comunistas), también fue implicado en el juicio - se concluyó que había participado en la planificación del incidente Tămădău, y más tarde se le juzgó y condenó sobre la base de esta y otras acusaciones. El diplomático Neagu Djuvara, mencionado durante los juiocios y que se encontraba destacado en la legación rumana en Suecia optó por no regresar a su país.
El episodio fue poco después utilizado en contra del ministro de exteriores, Gheorghe Tătărescu, líder del Partido Nacional Liberal-Tătărescu (que, si bien alineado con los comunistas, para entonces ya había criticado varias de sus acciones políticas). Se le atacó desde el periódico del PCR Scînteia por no haber actuado contra una conspiración en favor de Maniu dentro de su ministerio, expulsado del mismo y reemplazado por la comunista Ana Pauker.